# 藤田孫平
藤田 孫平（ふじた まごへい、1844年（弘化元年10月）- 1920年（大正9年）2月6日）は、明治から大正時代前期の政治家。衆議院議員（2期）。京都府加佐郡新舞鶴町長。幼名・幸助。

## 経歴
若狭国遠敷郡羽賀村（福井県遠敷郡国富村を経て現小浜市）で、藤田孫左エ門の長男として生まれる。農業を営む傍ら、戸長、国富村会議員、遠敷郡会議員を歴任し、1880年（明治13年）3月、滋賀県会議員に当選する。同常置委員、副議長を務めたのち、1881年（明治14年）2月の福井県設置に伴う嶺南4郡の滋賀県復県運動に活躍した。1884年（明治17年）福井県属に転じ三方郡長を拝命する。1888年（明治21年）遠敷郡長となった。ほか、三方銀行重役や京都府加佐郡新舞鶴町長を務めた。
1890年（明治23年）7月の第1回衆議院議員総選挙では福井県第4区から出馬し当選。同志倶楽部に所属した。つづく第2回総選挙でも当選し衆議院議員を2期務めた。